# キュンチョメ
キュンチョメは、ホンマエリとナブチによるアーティストユニット。2009年に結成された。

## 概要
ナブチは、1984年水戸市生まれ。
ホンマエリは、1987年横浜市生まれ。
創形美術学校でホンマとナブチは出会う。卒業後、美学校にてChim↑Pomの卯城竜太の教室で教わる。
第17回岡本太郎現代芸術賞受賞。
「表現の現場調査団」でハラスメントの実態を発表するなど社会活動も行う。

## 主な作品
- 『指定避難区域にタイムカプセルを埋めに行く』（2011年）
- 『Flower XX』 （2012年）
- 『まっかにながれる』（2013年）
- 『DO NOT ENTER』（2013年）
- 『New Japan Paradise』（2014年）
- 『行方不明の太陽』（2015年）
- 『WAKE UP!』（2015年）
- 『生存のリズム』（2015年）[5]
- 『ウソをつくった話』（2015年）
- 『空蝉Crush!』（2017年）
- 『空で消していく 石巻2017』（2017年）
- 『声枯れるまで』（2019年）

## 展覧会
- 「ここではないどこか」（2013年、ナオナカムラ）
- 「なにかにつながっている」（2014年、新宿眼科画廊）
- 「もう一度 太陽のしたで生まれたい」(2015年、岡本太郎記念館）
- 「あいちトリエンナーレ2019」(2019年、愛知）
- 「現在地：未来の地図を描くために」(2019年、金沢21世紀美術館）
- 「Compassionate Grounds: Ten Years on in Tohoku(Composite, Collingwood Arts Precinct」（メルボルン）2020)
- 「ここにいるあなたへ」（2021年、民家２軒,神奈川）
- 「シアターコモンズ’22」(2022年、東京）
- 「六本木クロッシング2022：往来オーライ！」(2022年、森美術館）
- 「KANTEN観展」（2023年、apexart（ニューヨーク）)[6]
- 「魂の色は青」（2023年、黒部市美術館）[7]